# Ашот II (цар Картлі)
Ашот II (*აშოტ II, д/н — 25 січня 954) — цар Картлі у 937—954 роках.

## Життєпис
Походив з династії Багратіоні. Другий син Адарнасе II, царя Картлі. 910-х роках останній фактично втратив Картлі, зберігши номінальний титул та володіння Кларджеті. Після смерті батька владу і царський титул отримав старший брат Ашота — Давид II. Разом зтим залежність останнього від Абхазького царства змусила Ашота шукати союзників ззовні. Його підтримала Візантія, надавши титул куропалата, оминувши ним Давида II. Цим візантійці визнавали правителем Кларджеті саме Ашота II. Тому він часто відомий як Ашот Куропалат.
Спочатку Ашот володів князівствами Нижнє Тао, Кола і Шаушеті (відомий як Ашот IV Таоський). Потім спільно з родичем Гургеном II, князем Верхнього Тао, почав боротьбу проти брата Давида II. Після смерті останнього 937 року домовився з братом Сумбатом щодо спадкування тим Кларджеті, а натомість титул царя отримав Ашот II. Втім його не визнала Візантія.
941 року після смерті Гургена II успадкував його володіння. Але передав їх братові Баграту. Імператор Роман I Лакапін вів перемовини про передачу Ашоту II міста Фнодосіополя, за який раніше точилася боротьба між візантійцями і князями Тао. 944 року візантійський імператор Костянтин VII видав хрисовул, у якому надавав Ашоту II право володіти «усіма місцями агарійців», які вони з братом Багратом зможуть захопити. 945 року після смерті останнього Ашот II приєднав до своїх володінь Верхнє Тао, прийнявши титул мерчулі (верховного володаря картвелів).
952 року візантійський імператор Костянтин VII надав Ашоту II область Басіані. Помер 954 року. Верхнє Тао отримав небіж Адарнасе, царський титул і Нижнє Тао спадкував брат Сумбат I.

## Меценатство
Підтримував розвиток християнської літератури. Так, в часи його панування було складено «Життя Григорія Хандзтелі» Георгієм Мерчуле. Також активно підтримував розвиток чернецтва, перебудував головну церкву монастиря в Опізо.